# Estación de Abaroa-San Miguel
Abaroa-San Miguel es un apeadero ferroviario situado en el municipio español de Basauri en la provincia de Vizcaya, comunidad autónoma del País Vasco. Forma parte de la línea C-3 de Cercanías Bilbao operada por Renfe.

## Situación ferroviaria
La estación se encuentra en el punto kilométrico 241,7 de la línea férrea de Castejón a Bilbao por Logroño y Miranda de Ebro a 51 metros de altitud.

## La estación
Aunque ubicada en el tramo Bilbao-Orduña de la línea férrea que pretendía unir Castejón con Bilbao inaugurado el 1 de marzo de 1863, no se dispuso de ninguna estación en la zona. Su creación fue posterior sin que exista constancia de la fecha en la que tuvo lugar.
Se sitúa al sur del municipio, en el barrio de Abaroa a poco más de 400 metros de la estación de Basauri. Sus sencillas instalaciones se limitan a dos andenes laterales dotados de pequeñas marquesinas a los que acceden dos vías. El cambio de uno a otro se realiza gracias a un paso elevado. 

## Servicios ferroviarios

### Cercanías
Los trenes de la línea C-3 de la red de Cercanías Bilbao que opera Renfe tienen parada en la estación. Entre semana la frecuencia media es de un tren cada diez-veinte minutos. Dicha frecuencia pasa a ser de un tren cada treinta minutos durante el fin de semana. Los trenes CIVIS de la línea se detienen en la estación.
| procedencia/destino | < estación        | Línea | estación > | destino/procedencia |
| ------------------- | ----------------- | ----- | ---------- | ------------------- |
| Bilbao Abando       | Bidebieta-Basauri |       | Basauri    | Orduña              |